# 国対政治
国対政治（こくたいせいじ）とは、日本の国会において与野党の国会対策委員長同士が本来の議論の場である国会の本会議や委員会（理事会を含む）をさしおいて、円滑な国会運営を図る為に裏面での話し合いを行って国会運営の実権を握る事をさす言葉。

## 概説
1960年の60年安保や、1965年の日韓基本条約での強行採決の後、1968年の田中角栄自民党幹事長による「話し合い」「根回し」と称する野党の懐柔策から本格化された。
55年体制での国対政治の現実として、与党の自由民主党が日本社会党・公明党・民社党の3党の国対幹部と頻繁に連絡を取り合い、機密費を原資とした料亭での接待や金品の授受などの裏取引を行って、強行採決や乱闘などを事前の筋書き通りに行うことで、双方の支持団体に「面目が立つ」ようにして国会の運営を円滑にしていた。ただ、日本共産党は裏取引の内容を中央機関紙『赤旗』に暴露するという民社党の指摘で、1970年代中頃以降は排除されていた。
1980年代には社共共闘の解消と社公民路線に伴い、議案採決や日程について社会党も加えた共産党を除く全ての政党の間で調整が図られ（オール与党）、「表で対立、裏では協調」が進められていた。有名な所で金丸信・田邊誠、渡部恒三・大出俊、梶山静六・村山富市、小里貞利・野坂浩賢などの例があった。
1993年8月6日成立の細川内閣のもとでは「密室」「談合」等の従来の批判をうけて、政党によっては党組織の名称から「国会対策」の名称を取り除いたところ が出たりするなど、国対政治の機能は影を潜めた。しかし、1994年の自社さ連立政権による村山内閣成立では国対政治で築いた自民・社会両党のパイプが大きく影響したといわれている。なお、55年体制崩壊後においては金品のやり取りはなくなったとされている。
1996年の橋本内閣の下での住専国会で自民党と新進党の両党がピケ戦術と審議拒否の応酬を繰り広げたことで国対政治の重要性が再認識されて小渕内閣の下で復活。旧民社党が推し進めた日本共産党排除も解消され、与野党や野党連合の幹事長会談には共産党の書記局長が他党の幹事長と同列に参加するようになった。こうして与野党同士の国対政治は共産党を含む主要全会派を巻き込んで続くことになった。その後登場した、日本維新の会などの新党も排除されず国対政治に収まっている。

## 評価
小沢一郎は55年体制が「自民党と社会党は地下茎でつながっていて、国会が止まったりするのは芝居。すべて実質的に全会一致だった」 とし、保守二大政党制導入による国対政治からの脱却を主張している。